# 상열

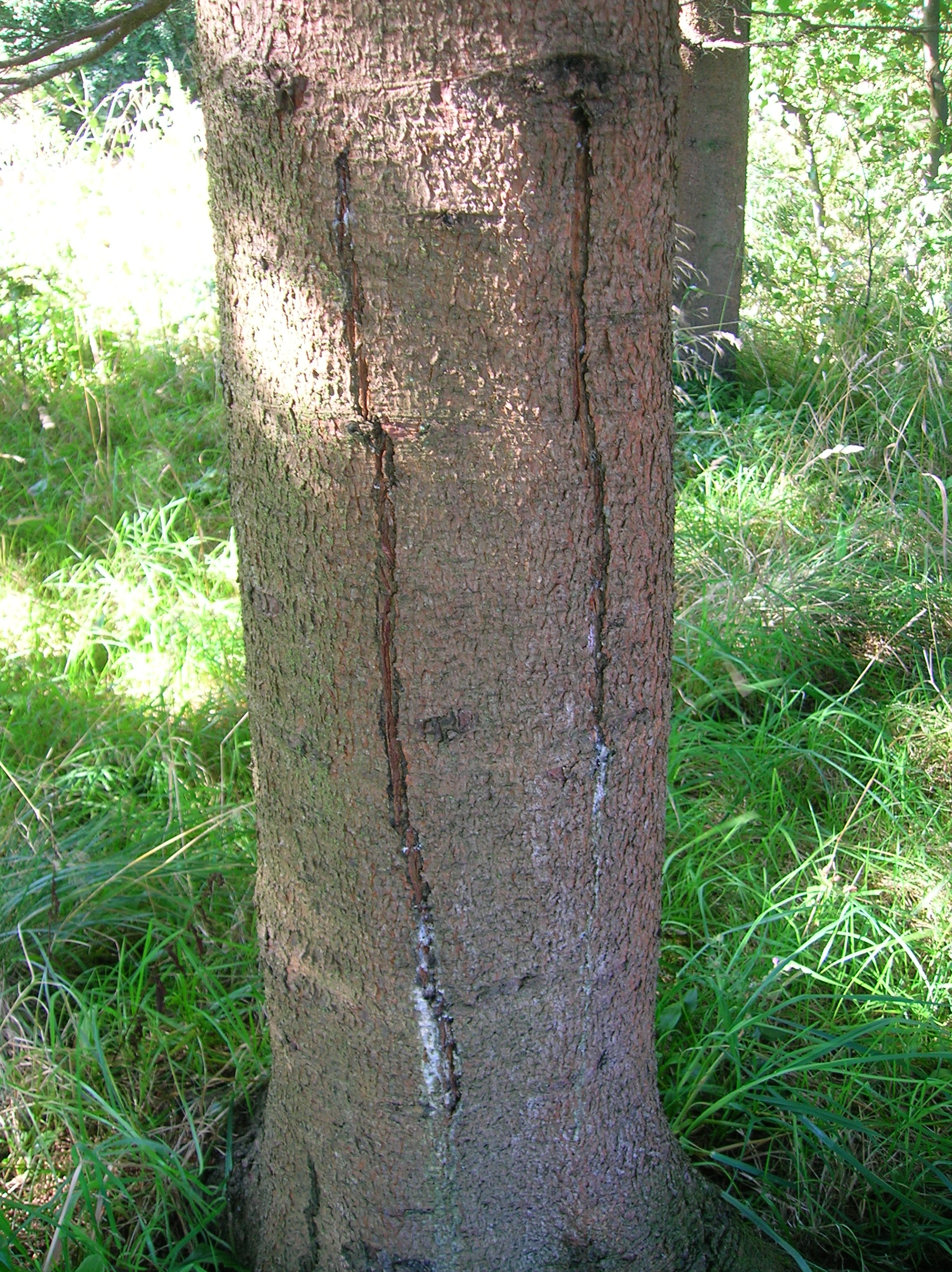
시트카가문비나무 나무껍질 위로 생긴 상열

상열(霜裂, frost crack, Southwest canker)은 나무껍질이 얇은 나무에서 이따금씩 발생하는 비생물적 식물병의 한 종류로, 나무 줄기의 남~남서향면으로 수직의 균열이 겉으로 드러난다. 상열은 볕데기 및 건조해와는 구분되며 성숙한 참나무, 소나무, 포플러류 및 기타 수목들에서 볼 수 있는 보통의 거친 나무껍질 특성과는 물리적으로 다르다.

## 정상적인 나무껍질 형성

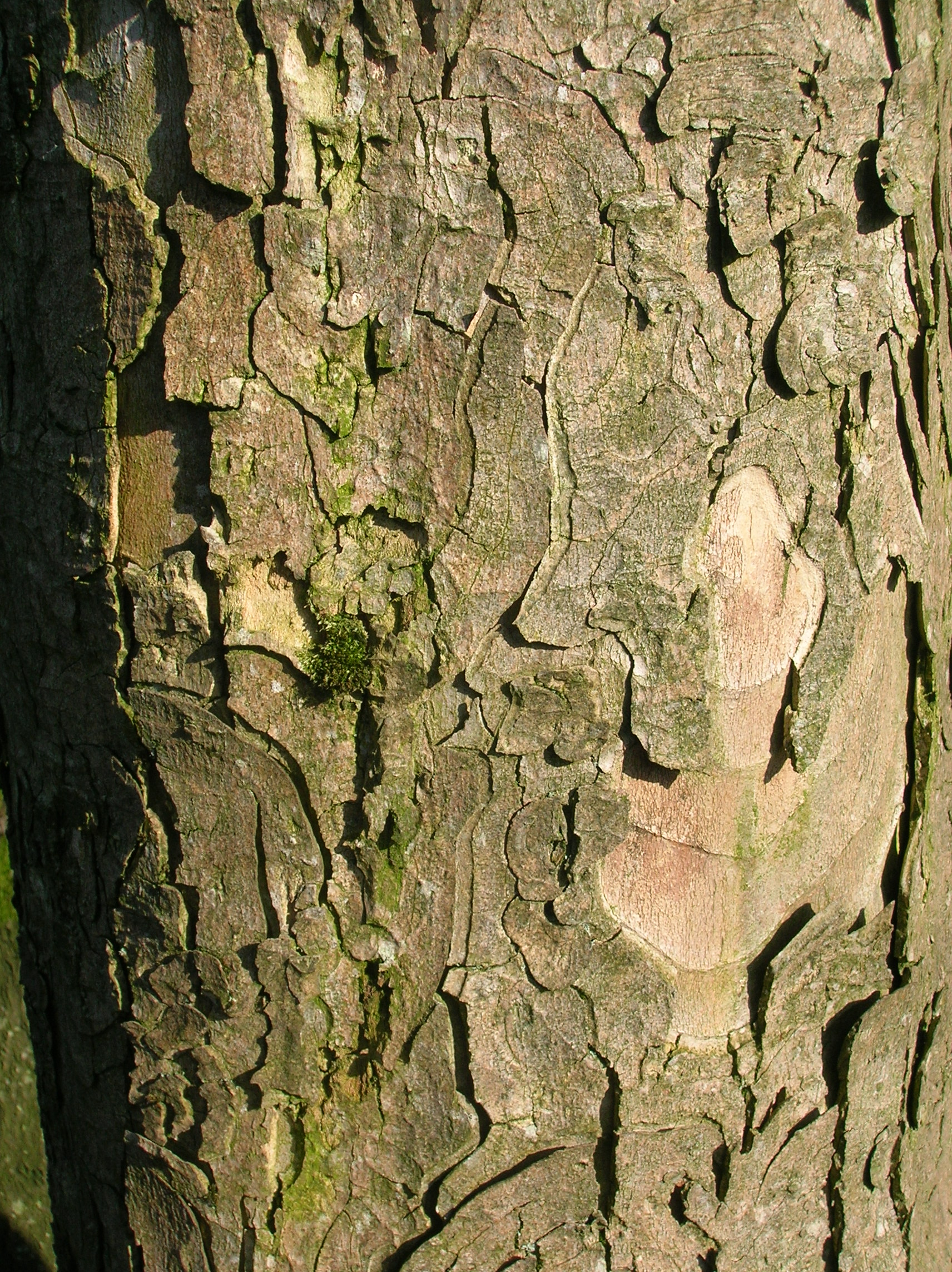
정상적인 탈각판이 달린 개버즘단풍의 나무껍질

나무껍질의 탈각 또는 박피는 특히 나무가 자라기 시작하는 봄에 일어나는 정상적인 과정이다. 나무껍질의 바깥층은 죽은 조직이기 때문에 자랄 수 없으므로 나무가 둘레를 늘리기 위해 외수피가 갈라져 직경이 커진다. 목전형성층 안쪽과 체관부 조직은 살아 있으며 외수피가 분리되면서 새로운 세포 보호층을 형성한다.
넓은 판 조각(내자작나무), 판 조각(개버즘단풍 및 소나무), 가느다란 조각(개잎갈나무) 또는 블록 조각(층층나무)의 형태로 나무껍질이 벗겨지거나 떨어진다.

## 원인
상열은 나무에 일찍 발생한 나무껍질의 약화로 인해 발생하는 결과가 빈번하다. 늦겨울과 초봄에는 내수피에 있는 체관부와 목질부에 있는 물관부 내의 물이 크고 자주 변하는 온도에서 팽창하고 수축한다. 어떤 식으로든 손상된 나무는 건강한 나무와 같은 정도로 수축하지 않는다. 특히 밤에 급격히 떨어지는 온도에서는 목재와 나무껍질 내부의 물이 급격히 팽창하고 수축하면서 상열이 발생할 수 있다.
연구에 따르면 주요 원인은 실제로 목질세포의 내강 안에 있는 완전히 얼어붙은 세포벽 수분으로 인한 '서리 수축'이라고 한다. 다른 원인으로는 세포내강의 얼어붙은 물이 팽창하고 목질부 내에서 빙정이 형성되는 것이 있다. 앞서 언급했듯이 나무줄기의 치유된 상처, 가지 그루터기(두절 및 상처닫기가 덜 된 부위) 등과 같은 이전에 생긴 장애는 나무의 스트레스 상승 및 상열을 유발하는 역할을 한다.
겨울이 되면 해가 지거나 하늘이 흐려져 나무의 온도가 매우 빠르게 떨어지고 나무껍질이 더 빨리 식어 목질부가 더 천천히 수축되면서 나무껍질이 긴 균열의 형태로 찢어지면서 열린다. 때로는 강선형 균열에 비유되는 청각 보고서를 사용하기도 한다. 춥고 맑고 화창한 날은 상열을 일으킬 가능성이 가장 높다. 특히 겨울날 낮은 태양의 열에너지가 일 년 중 어느 때보다 높을 수 있기 때문이다.
배수가 잘 되지 않는 지역에서 자라는 나무는 더 건조하고 배수가 잘 되는 토양에서 자라는 나무보다 서리가 더 많이 내린다. 벌목으로 갑자기 노출된 나무는 상열에 매우 취약해진다.

### 상열의 예시

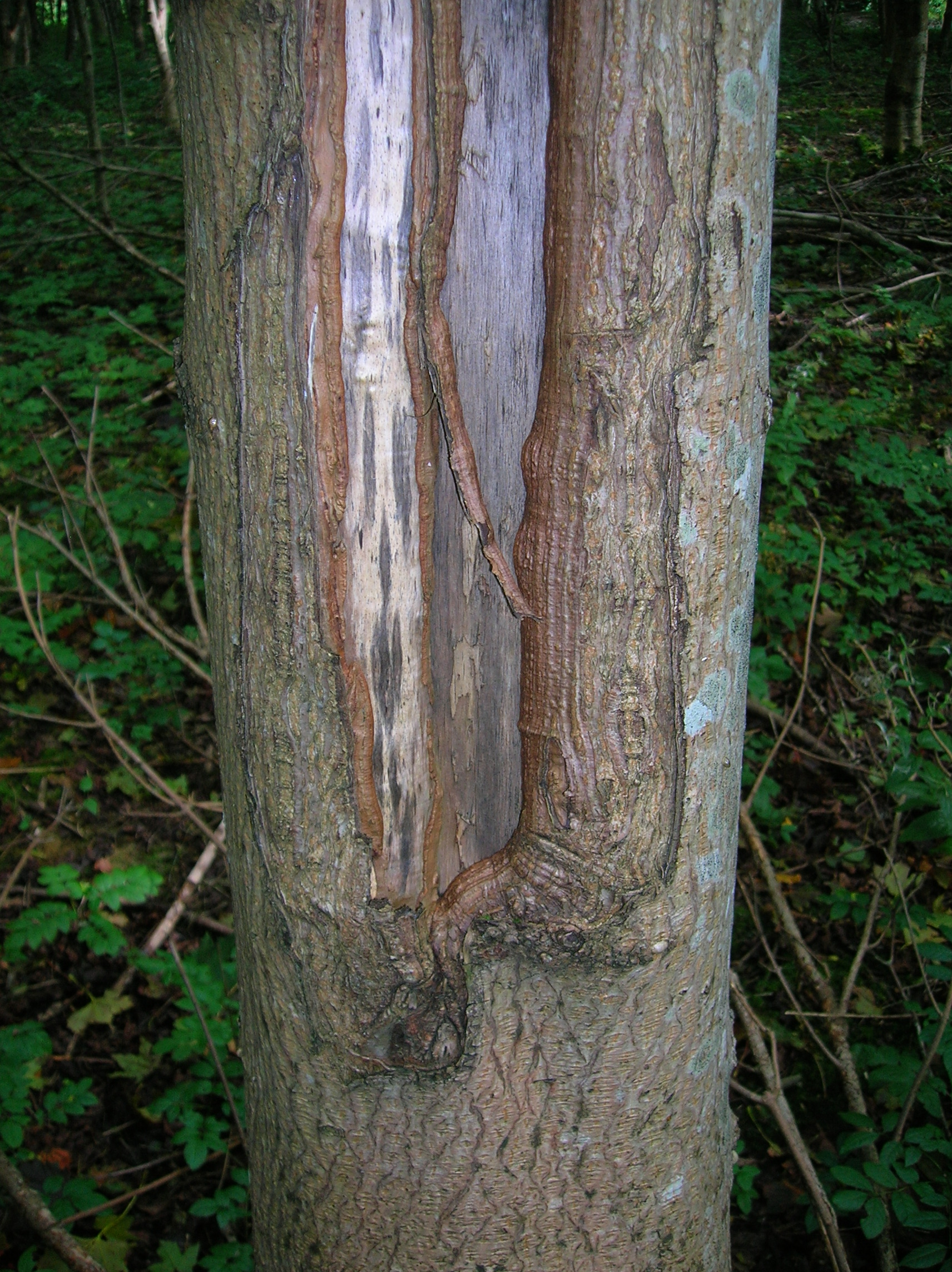
물푸레나무의 상열 시작점
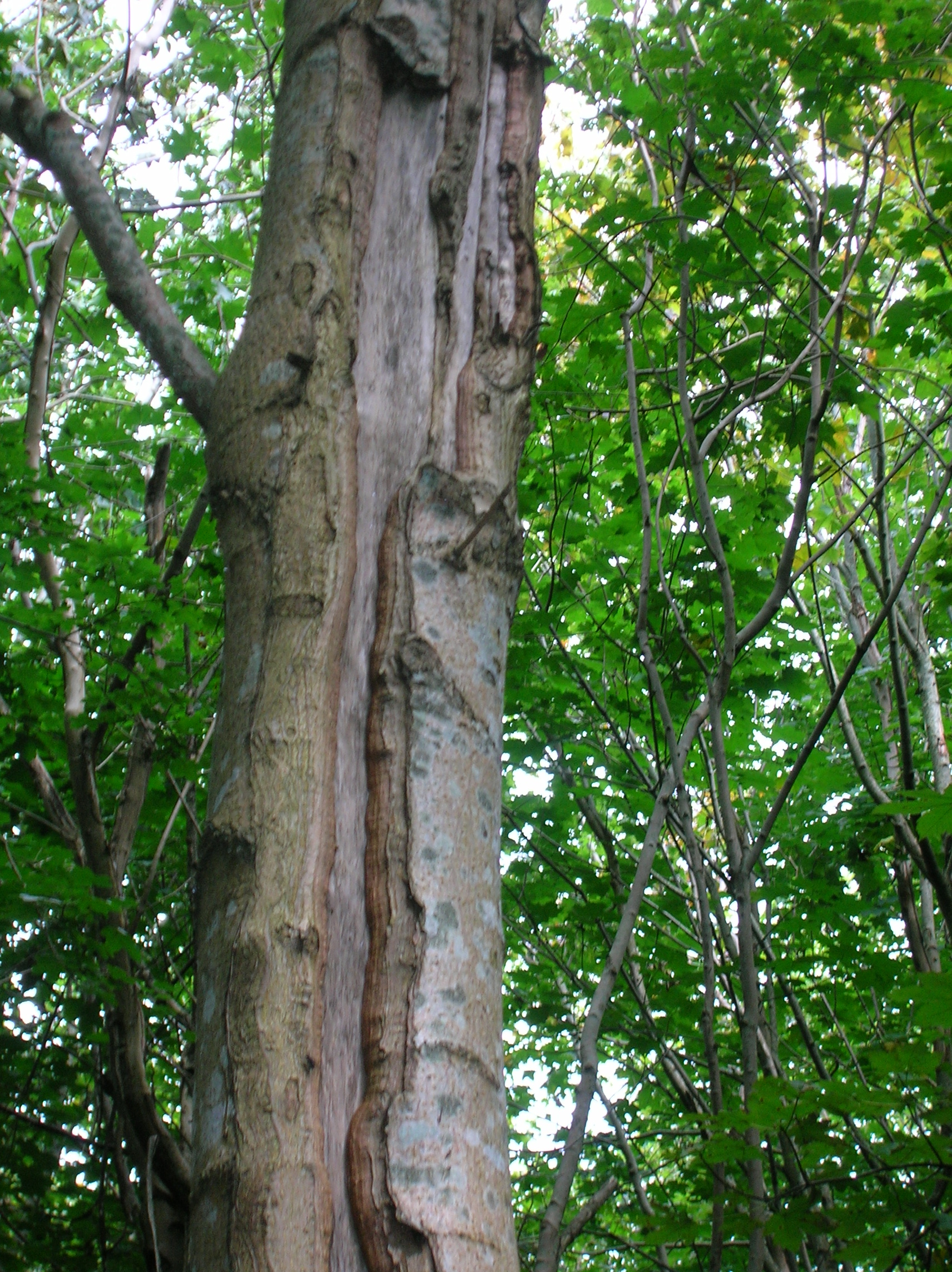
상열의 끝나는 부분
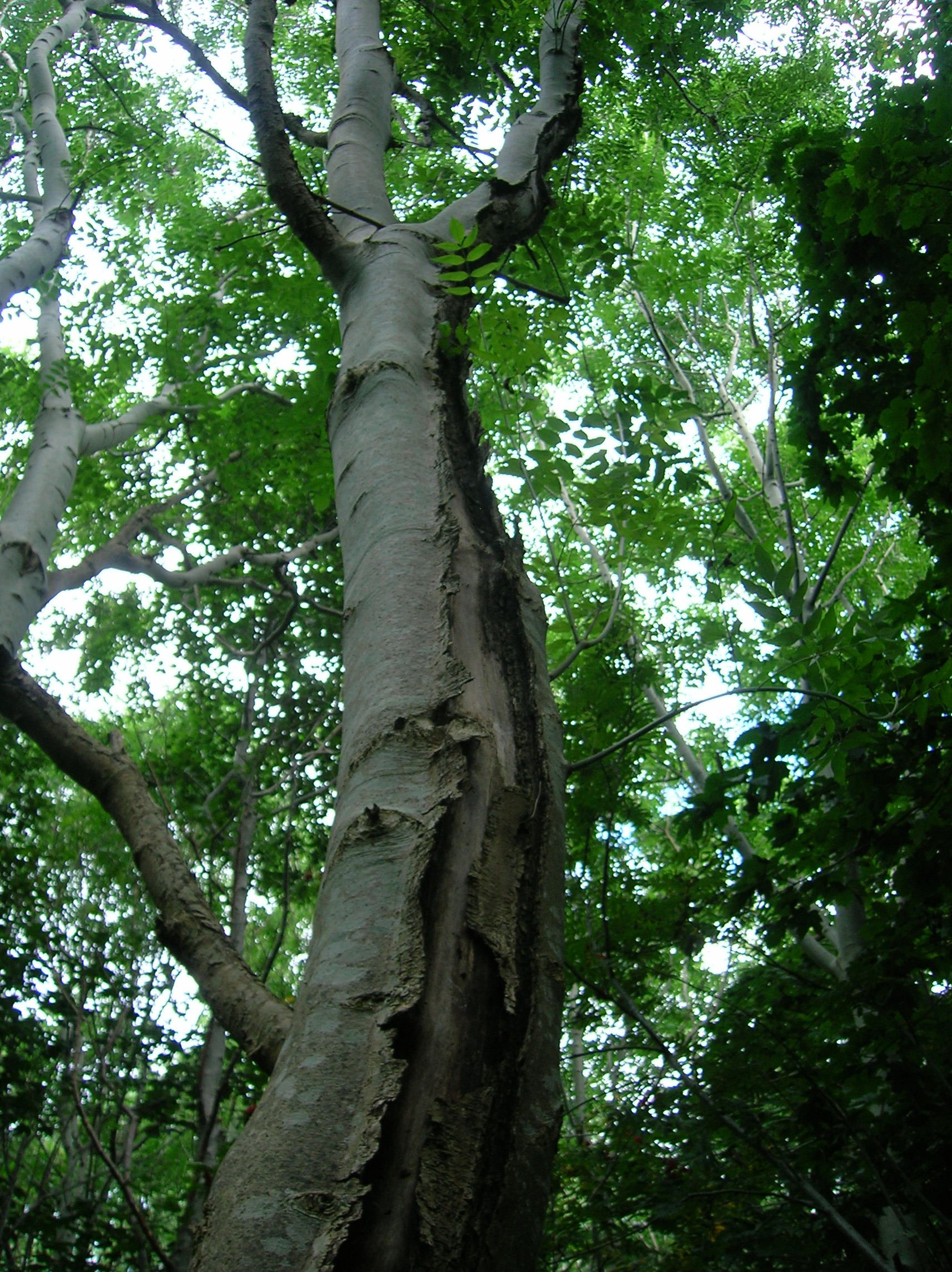
심하게 나타난 상열
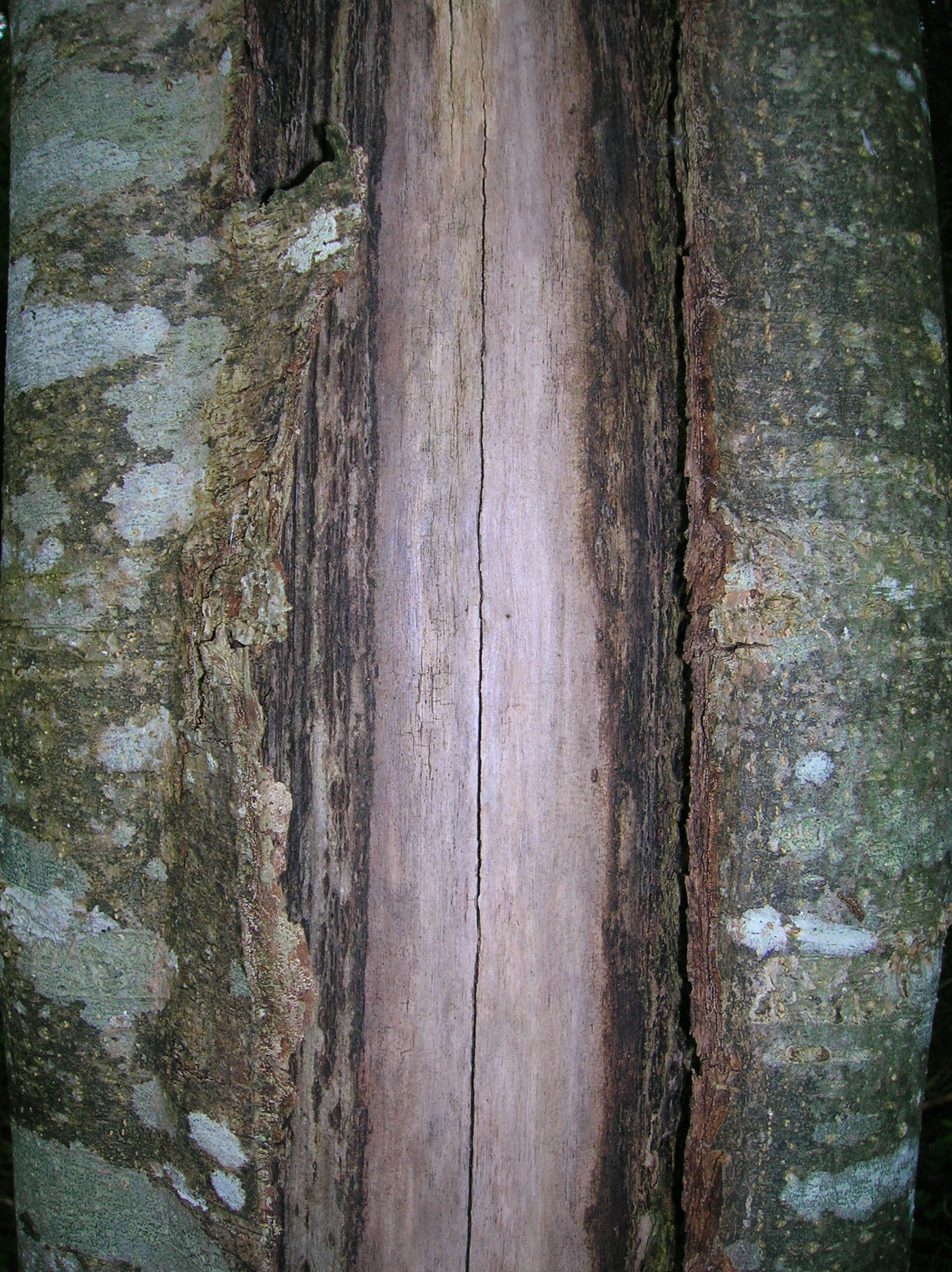
유합조직과 드러난 목재를 확대한 모습

## 피해 형태

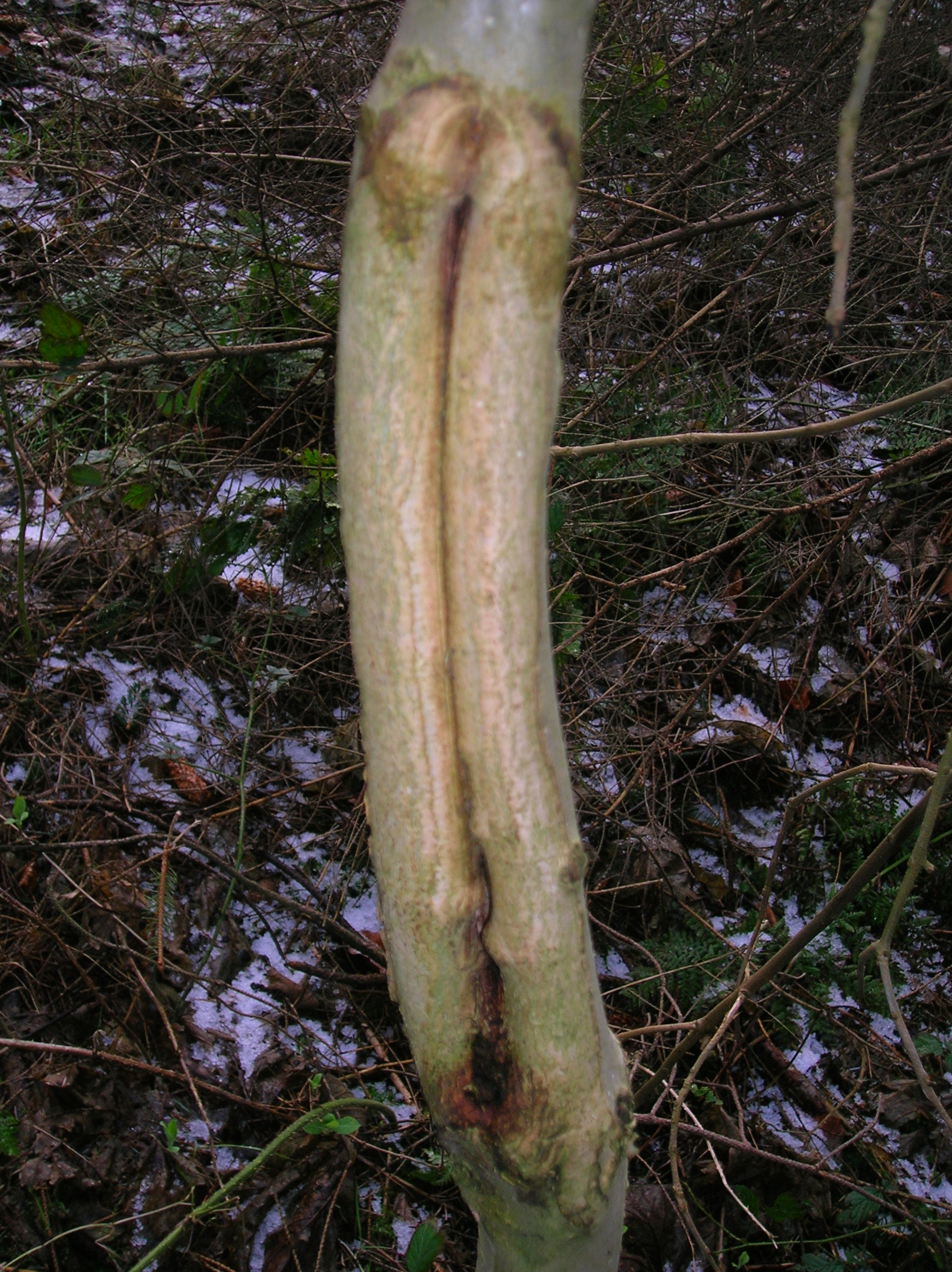
구주물푸레에 나타난 상열

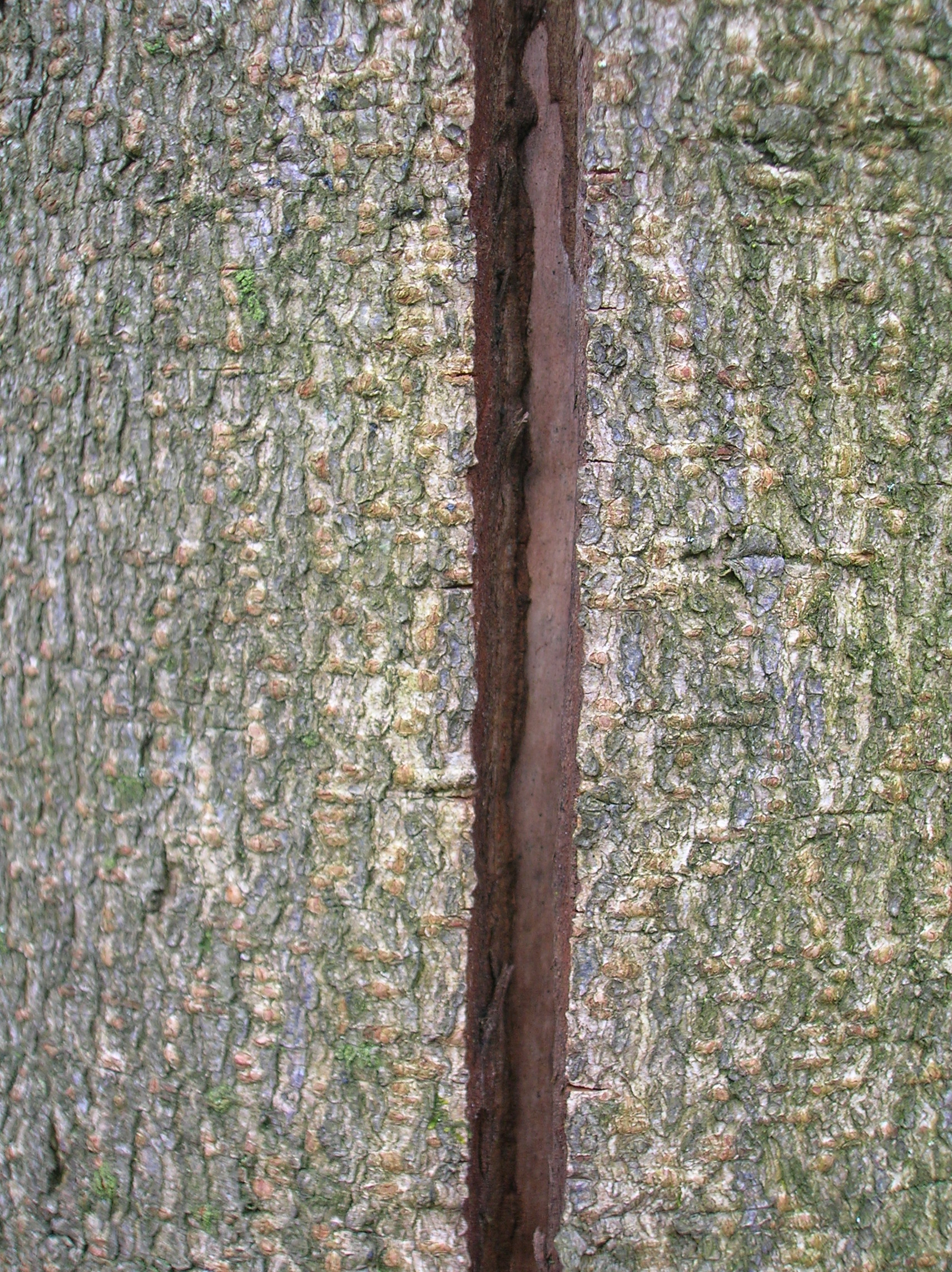
가시칠엽수의 나무껍질에 나타난 상열

이러한 균열 부위는 보통 이른 봄에만 드러난다. 나무의 남서향 부위에서 자주 발견된다. 이러한 균열 부위는 여름에 치유되고 겨울에 다시 열리며, 여러 해에 걸쳐 계속되는 균열 현상과 치유로 인해 영향을 받은 나무의 측면에 이른바 '상늑'(frost ribs)이 형성된다. 상열 밑의 목질부는 거의 손상되지 않는다. 상열은 보통 지제부에서 시작하여 1미터에서 수 미터까지 연장된다. S일부 변색 또는 탈색된 부위가 종종 피해 부위에서 발견된다.

## 피해 영향
상열은 종종 곤충, 곰팡이, 세균 등 목재부후 생물의 유입 장소로 작용한다. 이렇게 손상된 목재는 건물 등에 사용하기에 부적합하다.

## 취약 수종

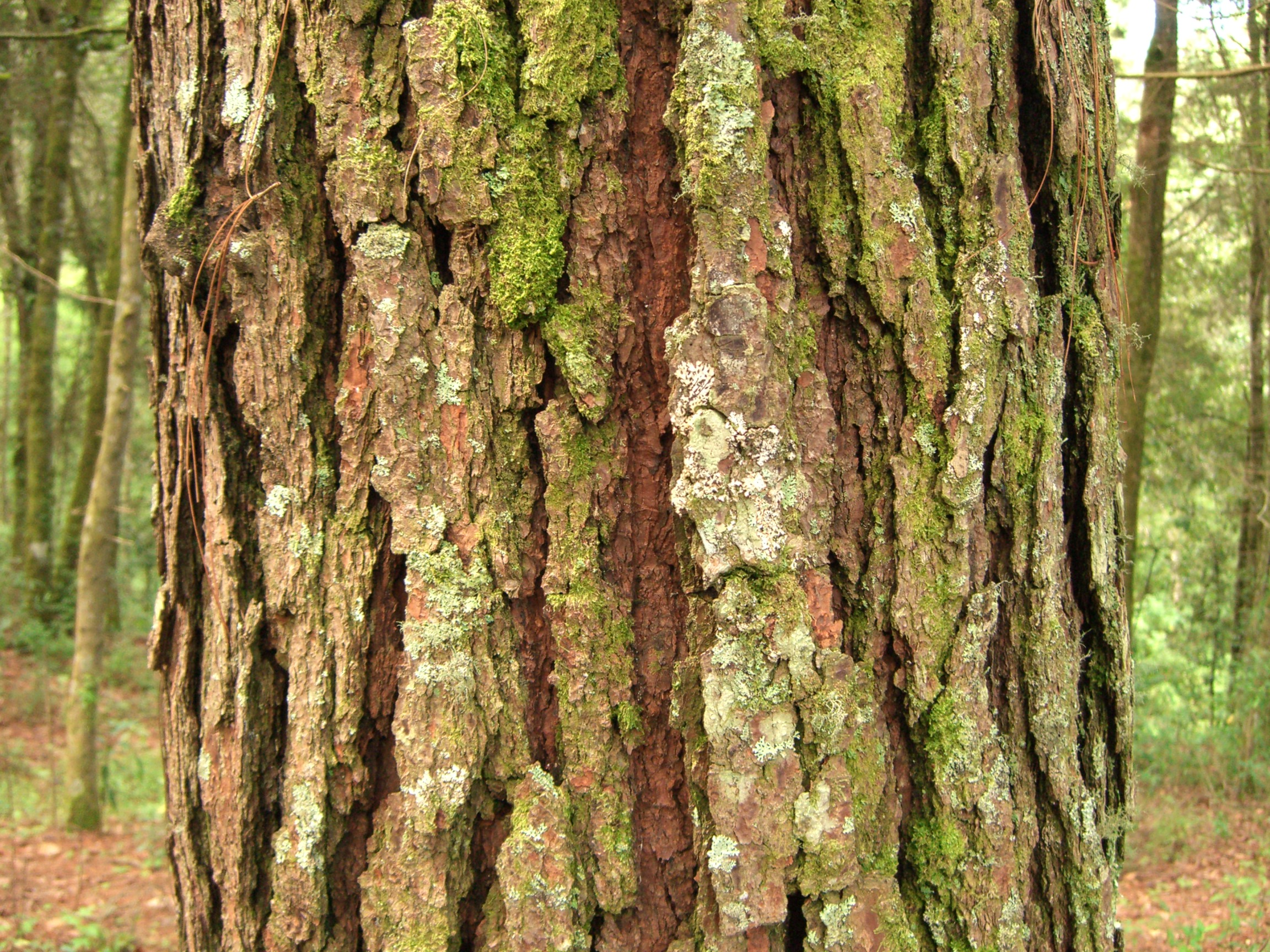
정상 탈각판이 보이는 소나무 수피

사과나무, 너도밤나무, 호두나무, 참나무, 단풍나무, 개버즘단풍, 칠엽수, 버드나무, 라임나무 등의 수종은 적절한 조건 하에서 상열이 발생하기 쉽다.

## 방지
생장기 후반에 비료를 사용하지 않으면 분열 발생율을 줄일 수 있으며, 잔디깎이, 동물의 식해, 삽질, 전정기계 등의 물리적 피해로부터 어린 나무의 나무껍질을 보호할 수도 있다. 겨울철에는 종이 나무 랩을 이용해서 지상에서 첫 번째 주 가지까지 보호할 수 있다.

## 상처닫기
대부분의 수종은 상처 테두리를 닫기 위해 유합조직을 형성한다. 상처의 테두리가 균열부위가 생긴 이후의 첫 생장기에 유합조직이 형성되기 시작하고 유합조직층은 계속 자라 수 년이 지나고 난 뒤 상처가 완전히 닫히게 된다.

## 같이 보기
- 코르크형성층